# Megaloniquins
Els megaloniquins (Megalonychinae) són una subfamília extinta de mamífers pilosos de la família dels megaloníquids que visqueren a les Amèriques entre el Miocè mitjà i el Plistocè. Se n'han trobat restes fòssils al Brasil, el Canadà, Colòmbia, Costa Rica, El Salvador, els Estats Units, Guatemala, Hondures, Mèxic i Veneçuela. Aquests peresosos gegants es diferenciaven de la resta de megaloníquids per un conjunt de 59 sinapomorfies, incloent-hi caràcters dentals, cranials i de les extremitats.